# E.ON
Az E.ON AG egy esseni székhelyű holding, a világ egyik legnagyobb nem állami tulajdonú áram- és gáztársasága. A cégcsoport elsősorban a földgáz- és a villamosenergia iparágakban tevékenykedik.

## Üzleti tevékenység
A konszerntársaság fő tevékenysége földgáz és villamosenergia értékesítése végfelhasználók, közvetlenül ipari és háztartási fogyasztók, valamint helyi elosztótársaságok részére. A villamosenergiát részben saját erőműveiben állítja elő, részben az energiapiacon szerzi be. A földgáziparban az E.ON a földgáz-kitermeléstől, a szállításon át egészen a végfogyasztói értékesítésig minden szegmensben tevékenykedik.

## Cégtörténet
1999. szeptember 27-én sajtókonferencián jelentették be két jelentős német energiaipari társaság a VEBA (németül Vereinigte Elektrizitäts- und Bergwerks AG) és a VIAG (Vereinigte Industrieunternehmungen AG) vállalatok egyesülését. A bejelentés után 2000-ben jött létre az E.ON AG, melynek egyik leányvállalata, az E.ON Energie AG a PreussenElektra és a Bayernwerk társaságok egyesülése nyomán jött létre.
Az E.ON megalakulása óta több olyan részesedésétől megvált, melyek nem kapcsolódtak a földgáz és áram üzletághoz (VIAG Interkom és az osztrák One mobilszolgáltatók, Gelsenwasser AG vízművek, Viterra ingatlankereskedelmi vállalkozás). Ezek helyett az E.ON AG energiaipari vállalatokban szerzett részesedést.
A társaság jogi formája 2012 novemberében megváltozott, a korábbi részvénytársasági forma helyett európai részvénytársaságként folytatja tevékenységét.

### A Ruhrgas AG megvásárlása

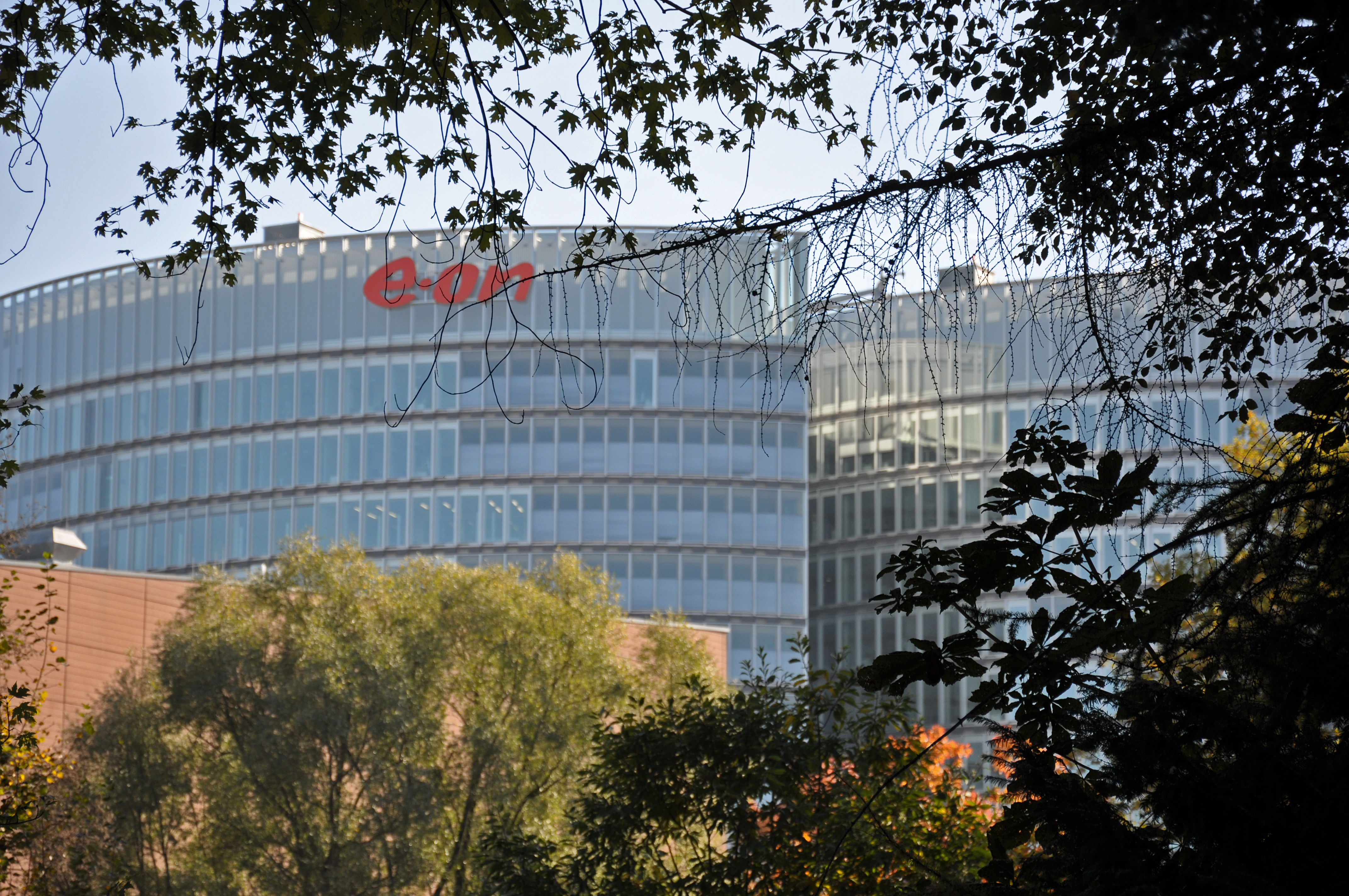
Az E.ON Ruhrgas központi épülete

2001 novemberében az E.ON AG bejelentette a német versenyhivatalnak, hogy többségi tulajdont kíván szerezni az esseni székhelyű Ruhrgas AG-ban. Miután a versenyhivatal elutasította, míg az illetékes minisztérium engedélyezte a fúziót, jogvita alakult ki az E.ON AG és további, a Ruhrgast szintén felvásárolni szándékozó vállalatok között. Az E.ON különböző vállalatoktól lépésről lépésre haladva vásárolta meg a Ruhrgas-részesedésket. A részvények legnagyobb hányadát (52,5%) a kőszénkitermelő RAG (a korábbi Ruhrkohle AG) birtokolta. Miután a RAG számára is fontos bevételi forrást jelentett a Ruhrgas-részesedés, részvénycserére került sor, ugyanis az E.ON korábban felvásárolta a Degussa elnevezésű vegyipari társaságot. 2004. június elsején az E.ON-konszern a Degussa-részesedéseinek 97,5 százalékát az RAG-nak értékesítette, miután az E.ON az RAG-tól a Ruhrgas részvények többségét megszerezte. A két társaság 2005. decemberi megállapodása szerint 2006 tavaszáig a RAG megszerezte a fennmaradó Degussa részvényeket is. A Ruhrgas részvényeinek megszerzésével, valamint Alfred Tacke államtitkári engedélyének köszönhetően 2007 közepére teljesen beolvadt az E.ON-csoportba. 2012-ben bejelentették az E.ON Ruhrgas felszámolását.

### További akvizíciós lépések
Az E.ON nyereséges működése (2005 3. negyedév közel 16 milliárd euró) és a magas szabad cashflow miatt (2004: 3,2 milliárd euró) szakértők úgy ítélték meg, hogy e tőkét a társaság csak egy nagyobb értékű fúzióval tudja jövedelmezően hasznosítani. Éppen ezért meglepő volt, hogy a Scottish Power megvásárlására tett 570 penny/részvény (összesen 15 milliárd euró) ajánlatát az E.ON nem növelte tovább, így ez a tervezett akvizíció meghiúsult. Ennek ellenére a menedzsment azon döntését, hogy a nagy nyomás ellenére sem volt hajlandó túlzottan magas árat fizeti a társaságért, az elemzők és a befektetők egyaránt pozitívan értékelték.
A rendkívüli osztalék kifizetésére vonatkozó javaslatokat az igazgatóság elnöke, Wulf Bernotat több alkalommal is elutasította. Éppen ezért feltételezhető volt, hogy az E.ON további energiaipari társaságok megvásárlását tervezi.

### Kísérlet a spanyol Endesa felvásárlására
2006. február 21-én az E.ON (pontosabban az E.ON Zwölfte Verwaltungs GmbH) vételi ajánlatot tett a spanyol energiaszolgáltató, az Endesa megvásárlására. A 29,1 milliárd eurós vételi ajánlat (részvényenként 27,50 euró), 20 százalékkal meghaladta a katalán Gas Natural 2005. augusztusi ajánlatát (21,30 euró). Különböző feltételezések láttak napvilágot arról, hogy más társaságok ill. a spanyol kormány is érdekelt az Endesa felvásárlásában. A spanyol kormány számára fontos volt, hogy hazai kézben maradjon az energiaipari cég, ezért a Gas Natural fúziós szándékát támogatta. Az Endesa az alacsony vételárra hivatkozva ezt az ajánlatot decemberben visszautasította.
Az E.ON és az Endesa közötti első tárgyalások során szóba került, hogy a 29,1 milliárdos ajánlat növelhető, ugyanis 2005 augusztusa és 2006 februárja között az Endesa tőzsdei értéke nőtt (12-14 euróról 22-28 euróra). Wulf Bernotat E.ON igazgatósági elnök becslése szerint a tranzakció, összes költségével együtt, összességében 55 milliárd eurót tett volna ki, mely a legnagyobb ilyen jellegű ügylet lett volna egy német vállalat történetében.
A sikeres felvásárlással a világ legnagyobb áramszolgáltatója jött volna létre, melynek 50 millió ügyfele, 75 milliárd eurós éves forgalma (57 milliárd euró E.ON, 18 milliárd euró Endesa), valamint az áram, gáz és alternatív energiaszolgáltatási szektorokban összesen 107 000 munkatársa lett volna 30 államban.
2006. július 28-án a spanyol energiahivatal (CNE) bizonyos feltételek teljesülése mellett engedélyezte a fúziót.
2006. szeptember 26-án az E.ON ajánlatát 25 euró/részvényről 35 euró/részvényre növelte, ezzel a teljes vételi már 37 milliárd euróra rúgott. Ekkor azonban az ajánlattevők között megjelent az Acciona spanyol építőipari vállalkozás, mely a részvények 10 százalékát vásárolta meg. Bár az Acciona pontos szándékairól ekkor nem lehetett sokat tudni, a vállalat hivatalos álláspontja az volt, hogy nem kíván 25 százaléknál nagyobb arányú részvénypaketthez jutni az Endesában.
Miután a Gas Natural visszalépett a cégért folyó versenytől, 2007 februárjában az Endesa vezetősége azt ajánlotta a részvényeseknek, hogy fogadják el az E.ON megnövelt vételi ajánlatát.
2007. április 2-án az E.ON végül visszavonta vételi ajánlatát. Ekkor a spanyol Acciona és az olasz Enel már megszerezték az Endesa részvényeinek 46 százalékát.

### Stratégiai irányváltás

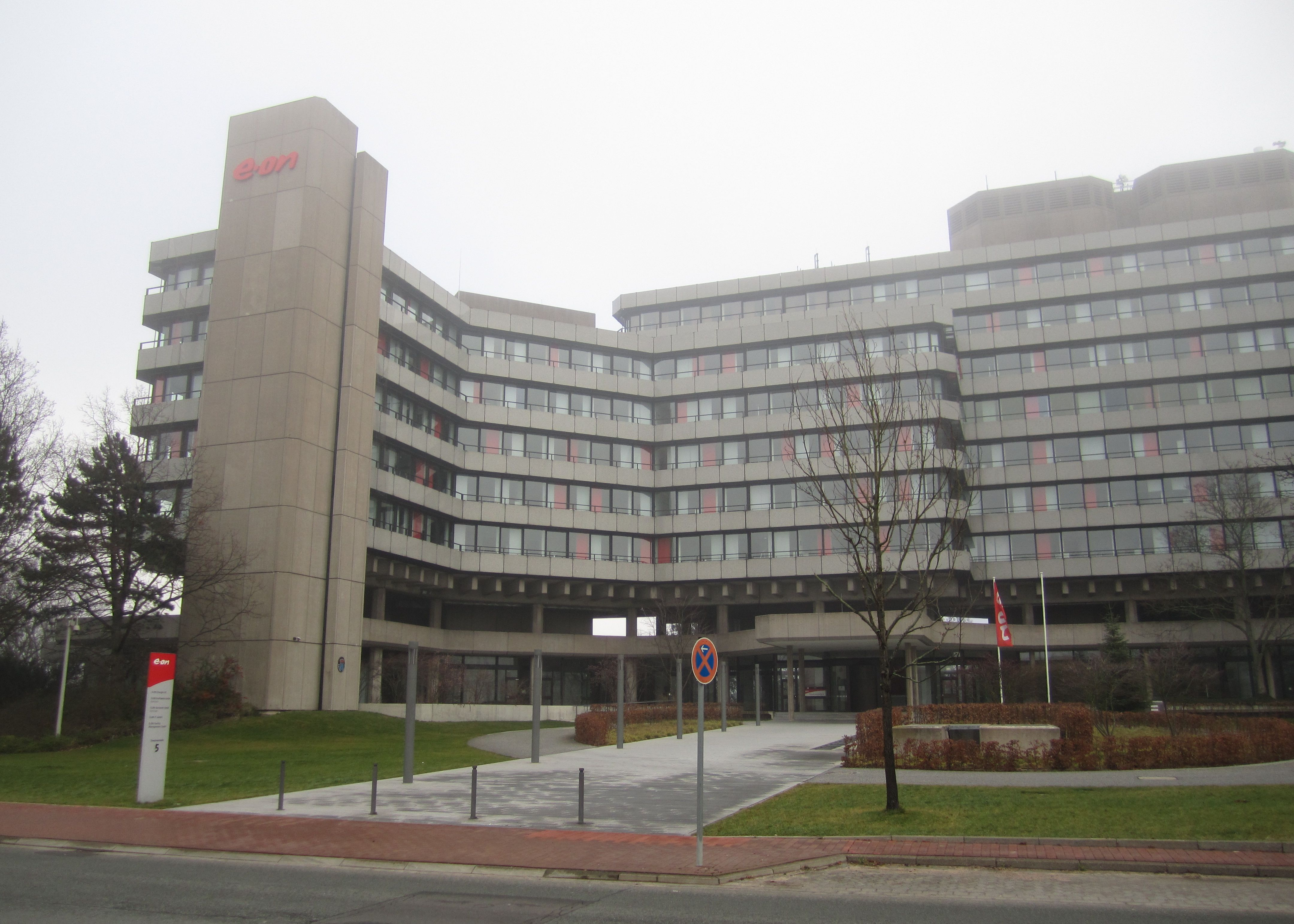
Az E.ON Kraftwerke, az E.ON erőműveit irányító társaság központi épülete

2010 májusában az igazgatóság elnökének Johannes Teyssent választották, aki alig hat hónappal később az E.ON társaságcsoporton belül új stratégiát hirdetett meg. A „Cleaner & Better Energy” elnevezésű stratégia egyik fontos eleme az Európán kívüli piacok meghódítása. Az új területek tevékenységéből a 2010-2014 közötti időszakra a társaságcsoport eredményének 25 százalékos növekedését várták. A „Cleaner & Better Energy” további fontos célkitűzése a széndioxid kibocsátás és az üvegházhatású gázok csökkentése – az utóbbiaknál 1990-hez képest 50 százalékos csökkentést irányzott elő az E.ON 2020-ig.
Az új stratégia gazdasági célkitűzései között szerepel az adósságok csökkentése a pénzügyi mozgástér megőrzése érdekében. Különböző eladásokból 2013 végére az E.ON 15 milliárd euró bevételt szeretne realizálni. Ezek között szerepel pl. a Gazprom orosz gáztársaságban lévő részesedés eladása, az olaszországi és németországi földgázhálózat értékesítése, a teljes E.ON Bulgária elnevezésű leányvállalat eladása.
Az új stratégia meghirdetése után jelentek meg az első hírek az E.ON további megtakarítási intézkedéseiről. Az E.ON bejelentette, hogy a munkatársak egy részét el kell majd bocsátani és fontos németországi E.ON-társaságokat is fel kell majd teljesen számolni. Három németországi E.ON cég megszüntetése került szóba: a müncheni E.ON Energie, a hannoveri erőműtársaság, az E.ON Kraftwerke, és a társaságcsoport nevével összeforrott esseni székhelyű földgázkereskedő, az E.ON Ruhrgas.
2011 telén hivatalosan közölték, hogy az E.ON évente 1,5 milliárd eurót szeretne megtakarítani, majd a nagyobb pénzügyi mozgástérnek köszönhetően Brazíliában, Törökországban és Indiában új projekteket indítani. Világszerte 11 000 munkahely megszüntetését irányozta elő a társaságcsoport 2015-ig. "Az a célom, hogy egy új E.ON-t hozzak létre, ami gyorsabb (...) és ami alacsonyabb költségekkel sikeresen működik a világban" – kommentálta Johannes Teyssen az intézkedéseket.
A stratégiai irányváltás újabb fordulatot vett 2016. január 1.-ével. Az E.ON kettéválasztja az energiatermeléssel foglalkozó portfólióját és két külön ágazatba szervezi energiatermelő tevékenységét, a jövőben két részre válik a E.ON. E.ON cégcsoport néven  ezentúl a megújuló energiatermelőtevékenységek (víz energia, szélenergia, napenergia, geotemikus energia stb.) valamint az atomenergia (bár ez nem megújuló energia mégis E.ON-nál maradt) energia termelő tevékenységek maradnak. Az E.ON-ból második ágként létrejön az UNIPER. A jövőben az UNIPER vállalat (melynek jogelődje az E.ON) foglalkozik a nem megújuló/fosszilis (kőolaj, pakura, földgáz, szén erőművek) energia  termelő tevékenységekkel.

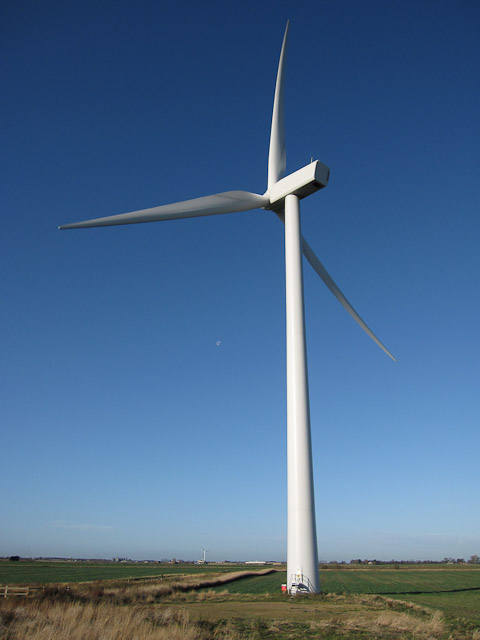
Az E.ON által üzemeltetett szélkerék Angliában

## Társasági struktúra
A vállalat életét a düsseldorfi vállalatközpont irányítja. A társaság 2011 kezdete óta globális és regionális egységekre tagolódik, a korábbi ún. piaci egységek megszűntek. Öt globális egység felel az energiatermelés, a megújuló energiák, az új beruházások és technológia, a földgáz valamint a kereskedelem területéért. Tizenkét regionális egység bonyolítja az operatív feladatokat Európában, és külön egységként kezelik az oroszországi üzletágat.
Az energiatermelés, mint globális egység, Európa több országában rendelkezik hagyományos (fosszilis és nukleáris) energiatermelő létesítményekkel. A megújuló energiákért felelős egység szél és biomassza erőművekkel, valamint a nap és a tenger erőforrásait hasznosító létesítményekkel rendelkezik. A földgáz-üzletágra szakosodott egység a kitermeléstől az eladásig minden területtel foglalkozik, így a cseppfolyós földgáz (LNG) kereskedelmével is. Németországban, Ausztriában, Magyarországon és Angliában az E.ON földgáztárolókkal is rendelkezik. A kereskedelemért felelős globális egység nem csak hagyományos energiahordozókkal (áram, gáz, kőolaj, kőszén), hanem biomasszával és széndioxid-kvótákkal is kereskedik.
Az E.ON tizenkét európai országban tevékenykedik, ezek az ún. regionális egységek: Németország, Anglia, Svédország, Olaszország, Spanyolország, Franciaország, Hollandia, Magyarország, Csehország, Szlovákia, Románia, Bulgária. Oroszországot súlyponti régióként tartja számon az E.ON, ahol az E.ON Russia kizárólag erőműveket üzemeltet, azaz csak áramtermeléssel foglalkozik. Mivel az oroszországi erőművek nincsenek integrálva az európai áramrendszerbe, az E.ON oroszországi üzletágát a társasági struktúrában is különálló egységként kezelik.
A 2011-re befejeződött átszervezésekkel teljesen különválasztották a támogató funkciókat, így például az IT vagy a beszerzési területet.

## Az E.ON tevékenysége Közép- és Kelet-Európában

### Ausztria
Ausztriában az E.ON Ruhrgas a helyi Salzburg AG-vel közösen működteti a Terragas GmbH-t. Az E.ON Ruhrgas 75,1 százalékos részesedéssel rendelkezik a közös vállalatban. 2008-ban 913 millió köbméter földgázt értékesített.
Az E.ON Ruhrgas egyik leányvállalata, az E.ON Ruhrgas E&P GmbH 29,95 százalékos részesedéssel rendelkezik a Rohöl-Aufsuchungs AG-ban, mely Ausztria második legnagyobb földgáz és kőolaj kitermeléssel foglalkozó vállalata.

### Bulgária
Bulgáriában az E.ON Bulgaria a villamosenergia ágazatban tevékenykedik. Három vállalatban rendelkezik részesedéssel: E.ON Bulgaria (100%), E.ON Bulgaria Grid (59%) és E.ON Bulgaria Sales (59%). 2008-ban e társaságok 5,3 milliárd kWh áramot értékesítettek, 1,1 millió fogyasztó részére. Az E.ON Bulgaria árampiaci részesedés 18 százalék volt 2007-ben, mellyel az ország harmadik legnagyobb áramszolgáltatójának számított. A 2121 főt foglalkoztató társaság székhelye Várnában található.

### Csehország
Magyarországhoz hasonlóan Csehországban is eredetileg a Bayernwerk AG rendelkezett energiaipari társaságokban részesedéssel. A Bayernwerk Bohemia s.r.o. 2001-től E.ON Czech Holding AG néven folytatta tovább tevékenységét. 2005-ben az energiapiac liberalizációja miatt az egyes tevékenységeket 4 külön vállalatba szervezték (E.ON Česká republika s.r.o., E.ON Energie, a.s., E.ON Distribuce, a.s., E.ON Trend s.r.o.). Az E.ON Česká republika a stratégiai szintű döntésekért, azok megvalósításáért felel, valamint koordinálja és felügyeli a vállaltszintű tevékenységeket. Az E.ON Energie AG áramtermeléssel és -kereskedelemmel foglalkozik, míg az E.ON Distribuce az áramhálózat üzemeltetéséért felel. Az E.ON Trend többek között saját erőműveiben állít elő áramot, valamint távhőszolgáltatással is foglalkozik. 2008-ban e társaságok 11,7 milliárd kWh áramot értékesítettek 1,4 millió fogyasztó részére. Az E.ON csehországi leányvállalatainak székhelye České Budějovicében található.

### Szlovákia

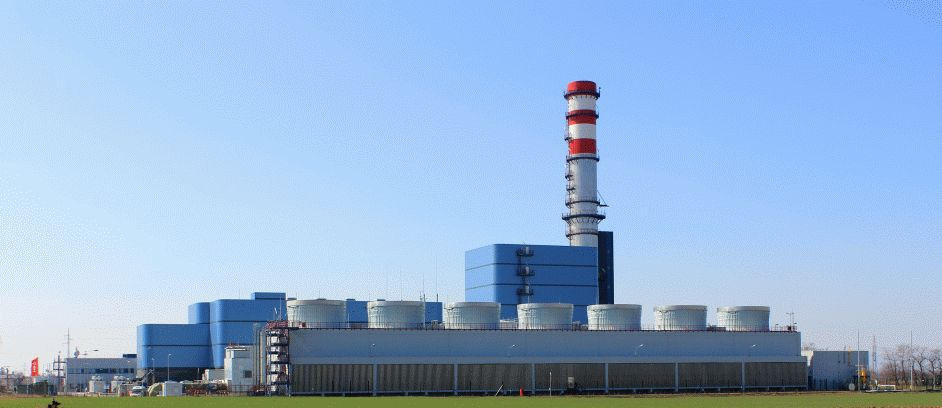
Az E.ON szlovákiai kombinált ciklusú erőműve Malženice-ben

Az E.ON 2002-ben szerezte meg a Západoslovenská energetika a.s. (ZSE) vállalat 40 százalékát, míg 51 százalék a szlovák állami vagyonkezelő tulajdonában maradt. A társaság részvényeinek 9 százaléka az Európai Fejlesztési és Újjáépítési Bank tulajdonában van. A ZSE és leányvállalatai a nagy feszültségű, közepes feszültségű és az alacsonyfeszültségű ágazatban egyaránt tevékenykednek, szolgáltatási területük 14 850 km², ahol közel egy millió fogyasztónak szolgáltatnak és értékesítenek áramot.
Szlovákiában a földgázipar minden területén tevékenykedő SPP (szlovákul Slovenskỳ plynárenskỳ priemysel) főrészvényese 51 százalékkal a szlovák állam, míg a fennmaradó 49 százalék fele-fele arányban az E.ON Ruhrgas és a Gaz de France tulajdonában van. A társaság operatív vezetését a két külföldi társaság látja el, az állam egyetlen képviselőt delegál az igazgatótanácsba. Ezzel szemben a felügyelő bizottságba a szlovák állam delegálja a tagok többségét, míg az E.ON Ruhrgas és a Gaz de France összesen egyetlen képviselővel rendelkezik. Az SPP és leányvállalatai tisztségviselőit, valamint a felügyelő bizottság egyetlen tagját rotációs alapon delegálja az E.ON Ruhrgas és a Gaz de France.
Az E.ON Ruhrgas 40,45 százalékos részesedéssel rendelkezik a Nafta elnevezésű, földgáztárolásra, földgáz- és kőolaj kitermelésére szakosodott vállalatban is. Miután az E.ON Ruhrgas az SPP részvényese is, a Naftában valójában 54 százalékos részesedéssel rendelkezik. A Nafta földgáztárolóinak a kapacitása megközelítőleg 2 milliárd m³-re tehető, a tárolók az ország nyugati területén, az osztrák és cseh határ közelében találhatóak.
2011 májusában avatták fel Malženice-ben az E.ON új kombinált ciklusú erőművét, mely 436 MW kapacitással rendelkezik, hatásfoka megközelíti az 59 százalékot. A malženice-i erőmű az E.ON Hungária Zrt. gönyűi erőművéhez hasonló kiképzésű és kapacitású kombinált ciklusú erőmű.

### Románia
Az E.ON Romániában egy regionális áramszolgáltató és egy jelentős méretű gázszolgáltató társaság tulajdonosa. Az áramszolgáltató társaság az E.ON Moldova nevet viseli és a központja Jászvásár (románul Iaşi) városában található
Romániában a korábban monopolhelyzetben lévő gázszolgáltatót a 2000. évi privatizáció előtt két részre osztották. Így jött létre a déli területeket ellátó Distrigaz Sud és az északi területeket ellátó Distrigaz Nord. 2005-ben a E.ON Ruhrgas megvásárolta a Distrigaz Nord 51 százalékos részvénypakettjét, melyből létrejött az E.ON Gaz Romania. Az E.ON Gaz Romania 1,3 millió fogyasztót lát el 1007 településen, évente 3,8 milliárd m³ földgázt forgalmazva (2007). A társaság központja Marosvásárhelyen található.

## Az E.ON Magyarországon
A németországi E.ON egyik jogelődje, a Bayernwerk 1995-ben több magyarországi energiaipari vállalkozásban szerzett kisebbségi részesedést: a Dél-dunántúli Áramszolgáltató (DÉDÁSZ), a Tiszántúli Áramszolgáltató (TITÁSZ) és az Észak-dunántúli Áramszolgáltató (ÉDÁSZ), a gázszolgáltatók közül pedig a Közép-dunántúli Gázszolgáltató Rt (KÖGÁZ) cégekben. 1998-ban a Tiszántúli Áramszolgáltató Rt-ben, 2002-ben pedig az Észak-dunántúli Áramszolgáltató Rt.-ben a vállalat megszerzi a többséget is.
Miután 2000-ben létrejött a németországi E.ON AG, a Bayernwerk magyarországi leányvállalata, a Bayernwerk Hungária Zrt. E.ON Hungária Zrt. néven folytatta tevékenységét.
A Ruhrgas AG, a mai E.ON Ruhrgas AG jogelődje az 1996-os magyarországi földgázipari privatizáció során az akkori VEW AG-vel (a mai RWE egyik jogelődjével) konzorciumban sikeres vételi ajánlatot adott le a Dél-dunántúli Gázszolgáltató Rt. (DDGÁZ) többségi, valamint a Fővárosi Gázművek Rt. kisebbségi részvénycsomagjára. 2004-ben az immár az E.ON csoporthoz tartozó E.ON Ruhrgas AG átadta a két társaságban tartott részesedését az E.ON Hungária Zrt.-nek, amely 2005-ben megszerezte a DDGÁZ részvényeinek többségét, 2006-ban pedig megállapodott az RWE-vel a cégek részesedéseinek cseréjéről: ezután a DDGÁZ teljesen E.ON tulajdonba, a FŐGÁZ kisebbségi részvénycsomagja pedig teljes RWE tulajdonba került. 2005-ben az E.ON a Közép-dunántúli Gázszolgáltató Rt. többségi tulajdonosa lett.
Az E.ON AG 2006-ban Közép-Kelet-Európa egyik legnagyobb privatizációja során megvásárolta a MOL Földgázellátó Zrt. és a MOL Földgáztároló Zrt. 100 százalékát, valamint a Panrusgáz nevű földgázimportőr társaság részvényeinek 50 százalékát. Az első két társaságból jött létre a földgáz-kereskedelemmel foglalkozó E.ON Földgáz Trade Zrt., továbbá a földgáztárolásra szakosodott E.ON Földgáz Storage Zrt.
Az MVM Zrt. az E.On Hungária Zrt. 25 százalékos tulajdonosa. Az MVM és az E.On Hungária 2022. február 23-án  megállapodást kötött, hogy az MVM megvásárolja az E.ON Áramszolgáltató üzletrészeinek 100 százalékát, ezzel az MVM csoport áprilisra Magyarországon egyedüli egyetemes energiaszolgáltató lett.

## Európán kívüli üzletágak
Az E.ON Európán kívül elsősorban az Amerikai Egyesült Államokban és Oroszországban tevékenykedik. Az Egyesült Államokban jelentős, mintegy 2000 MW kapacitású szélerőmű parkkal rendelkezik, köztük a világ legnagyobb kapacitású szárazföldi szélerőmű parkjával, a Texas állambeli Roscoe-ban. A szélenergián kívül az E.ON egy 5 MW kapacitású naperőmű felépítését is tervezi Arizona államban. Oroszországban 3 földgáz- ill. gőzerőművet üzemeltet a német társaságcsoport, összkapacitásuk 1600 MW. A társaságcsoport által meghirdetett új stratégia keretében 2012-ben az E.ON Brazíliában és Törökországban helyi partnerek bevonásával kezdett hozzá energiatermelési projektek megvalósításához.

## Üzleti mutatók
2008-ban az E.ON forgalma 86,7 milliárd euró, a cég kiigazított EBIT-mutatója 9,9 milliárd euró volt. Az éves áramértékesítés elérte a 615 milliárd kWh-t, az éves földgáz-értékesítés pedig 1.224 milliárd kWh-t.
2012-ben az E.ON EBIT-mutatója 9,6 és 10,2 milliárd euró körül mozgott.
Az E.ON Energie AG vezette Közép-Európai Piaci Egység árbevétele 2008-ban 41,1 milliárd euró volt, Németországban és a közép-kelet-európai országokban 15,5 millió áram, és 2,4 millió az E.ON Ruhrgas vezette Páneurópai Gáz Piaci Egység 2008-as árbevétele pedig 27,4 milliárd euró volt.

## Munkatársak száma
Az E.ON a világ több mint 30 országában tevékenykedik, a vállalatcsoport munkavállalóinak száma 2009-ben 93 500, 2012-ben 71000 fő volt.

## Földgázipari projektek
Jelenleg az E.ON a csővezetéken történő gázszállítás mellett a cseppfolyós földgáz üzletágban (LNG) is tervez további beruházásokat (például a horvátországi Krk szigetére tervezett földgáz cseppfolyósító terminál), emellett az Északi Áramlat csővezeték megépítésben is részt vesz (az orosz Gazprom, a német BASF és a holland Gasunie vállalatokkal közösen).

## Egyéb

### Vesztegetési vádak
2006 elején az E.ON egyik leányvállalatát, az E.ON Ruhrgast azzal vádolták meg, hogy a vállalat kommunális nagyfogyasztók felügyelőbizottsági tagjainak olyan utazásokat finanszírozott, melynek szükségessége a bizottsági munka elvégzése szempontjából nem volt indokolható.

### Kartellvádak
2007 végén az EU-Bizottság az E.ON és a Gaz de France ellen kartelleljárást kezdeményezett. A vád szerint a társaságok megegyeztek abban, hogy az európai földgázpiac 2004-es liberalizációja után kölcsönösen lemondanak arról, hogy konkurensként megjelenjenek a másik cég hazai piacán. 2009. július 8-án a gázpiacok felosztása miatt Németországban és Franciaországban rekordösszegű, egyenként 553 millió eurós pénzbüntetésre ítélték mindkét társaságot. Az E.ON a vádakat cáfolja, és állítása szerint mindig a vonatkozó jogszabályi előírásoknak megfelelően járt el. A cég álláspontja szerint az Európai Bizottság azon állítása, miszerint az E.ON Ruhrgas éveken keresztül megsértette az európai versenytörvényt, minden alapot nélkülöz. Mint a társaság közleménye kifejti, a bírság indoklása és összege egyaránt megalapozatlan, a bírság kiszabásáról szóló döntés pedig pontatlanul, eltorzítva tünteti fel a tényeket, és teljes mértékben figyelmen kívül hagyja a gazdasági tényezőket is. Az E.ON álláspontja szerint a piac felosztása is alaptalan vád, erre vonatkozóan az Európai Bizottság közleménye sem mutat be semmilyen bizonyítékot, ezért a döntést bíróságon támadják meg.

### Mecénási tevékenység

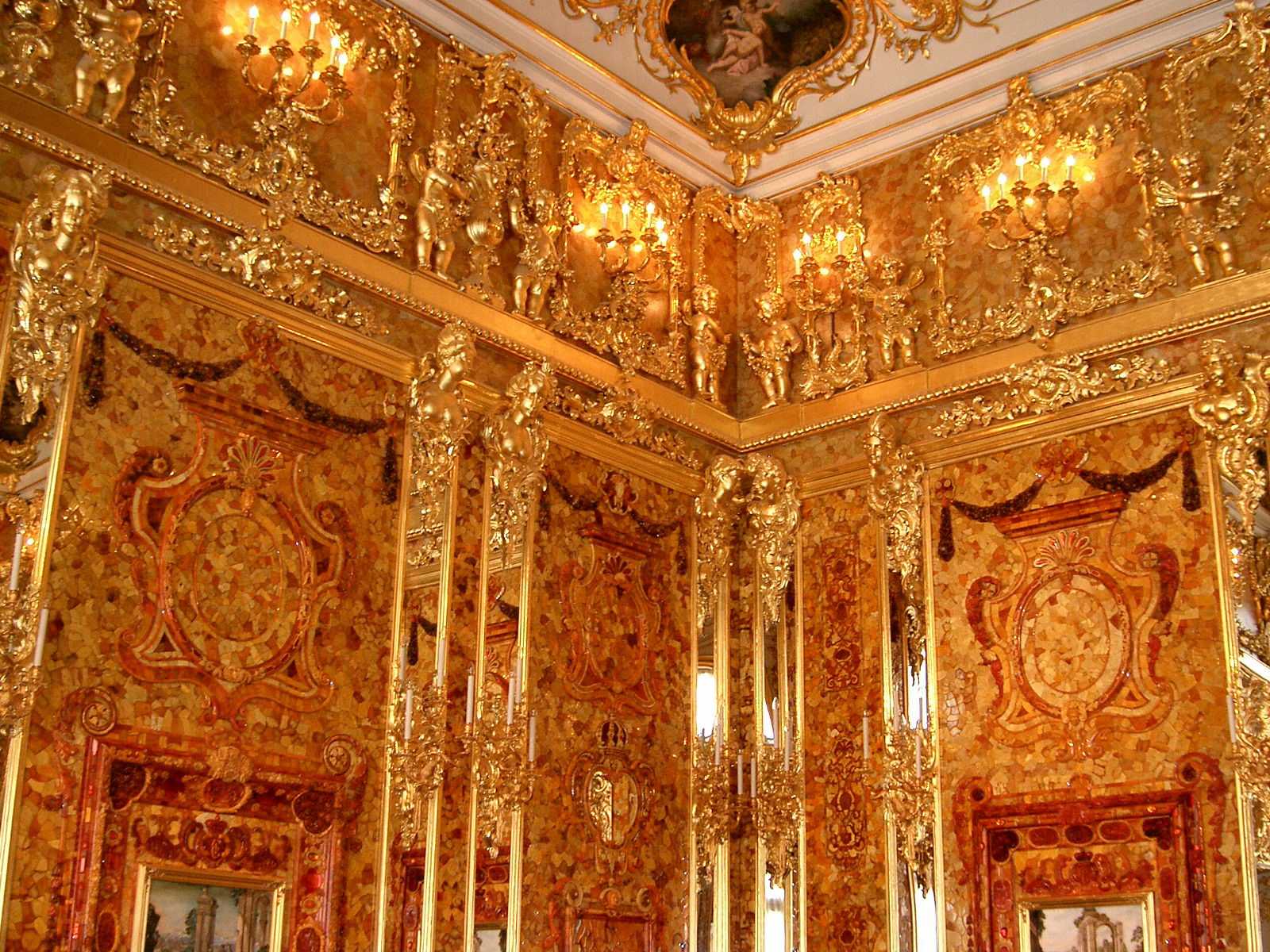
A felújított borostyánterem

Az E.ON Ruhrgas az ezredfordulón jelentős anyagi támogatást adott a carszkoje szeloi Katalin-palota borostyántermének rekonstrukciójára. A borostyántermet Frigyes Vilmos porosz király ajándékozta 1716-ban Nagy Péter cárnak, melyet 1755–ben a Katalin-palotában helyeztek el. A második világháborúban a német hadsereg megszállta a palotát, majd 1944-ben a terem díszítését elszállították. A ládák feltehetően 1945-ben Königsbergben megsemmisültek. A szovjet kormány 1979-ben úgy döntött, újra elkészíti a borostyántermet korábbi fotók alapján, azonban a pénzhiány miatt a projekt nagyon lassan haladt, a terem elkészítéséhez ugyanis 8 tonna borostyánkőre volt szükség. 2000-ben az E.ON Ruhrgas 3,5 millió amerikai dollárt adott a projekt befejezéséhez. Az adomány egyben szimbolikus jelentőségű is volt, ugyanis a borostyánterem elpusztulását az orosz lakosság a második világháború pusztításainak jelképes eseményeként tartotta számon, felajánlásával az E.ON az orosz-német megbékélést is elő kívánta segíteni. Az E.ON Ruhrgas anyagi segítségének köszönhetően 2003-ban, Szentpétervár alapításának 300. évfordulóján ünnepélyes keretek között átadhatták a nagyközönségnek az újjáépített borostyántermet.